# 系統学習
系統学習（けいとうがくしゅう）は、系統立てて配置された学習内容を、順番に学習していくという学習方法のこと。問題解決学習と対をなしていると言われる。コメニウスが唱えた。
短時間で多くの情報を子どもに伝達できることが長所である。その反面、教師主体で授業が進められていくので価値注入的な授業となりやすい。また、子どもの必要性に応じた学習となりにくいため、関心・意欲・態度が引き起こされにくく、主体的な学びとなりにくいという短所を持つ。
現在の進学を目的とした高等学校ではこのような授業形態をとることが多い。
系統学習の典型は、明治末期から1933年（昭和8年）頃にかけて展開された。その後第二次世界大戦が終わり、アメリカの新教育が導入され、それを背景として経験主義的な問題解決学習が流行となった。しかし、1958年（昭和33年）頃から子どもの学力低下を背景に、安易な児童中心主義として問題解決学習が批判され、系統学習が見直されるようになってきた。